# Stenosiphonium cordifolium
Stenosiphonium cordifolium är en akantusväxtart som först beskrevs av Vahl, och fick sitt nu gällande namn av Arthur Hugh Garfit Alston. Stenosiphonium cordifolium ingår i släktet Stenosiphonium och familjen akantusväxter. Utöver nominatformen finns också underarten S. c. subsericea.